# Ilie Sánchez
Ilie Sánchez (Barcelona, 1990. november 21. –) spanyol labdarúgó, az amerikai Austin középpályása és csapatkapitánya.

## Pályafutása
Sánchez a spanyolországi Barcelona városában született. Az ifjúsági pályafutását a helyi Barcelona akadémiájánál kezdte.
2009-ben mutatkozott be a Barcelona tartalékkeretében. 2014-ben a német másodosztályban szereplő 1860 München szerződtette. A 2015–16-os szezonban az Elche csapatát erősítette kölcsönben. 2017-ben az észak-amerikai első osztályban érdekelt Sporting Kansas City-hez igazolt. 2022. január 12-én kétéves szerződést kötött a Los Angeles együttesével. Először a 2022. február 26-ai, Colorado Rapids ellen 3–0-ra megnyert mérkőzésen lépett pályára. Első gólját 2022. április 3-án, az Orlando City ellen idegenben 4–2-es győzelemmel zárult találkozón szerezte meg. 2024. december 31-én az Austin szerződtette.

## Statisztikák
2022. november 5. szerint
| Klub                 | Szezon   | Osztály          | Bajnokság | Bajnokság | Kupa  | Kupa | Nemzetközi | Nemzetközi | Összesen | Összesen |
| Klub                 | Szezon   | Osztály          | Meccs     | Gól       | Meccs | Gól  | Meccs      | Gól        | Meccs    | Gól      |
| -------------------- | -------- | ---------------- | --------- | --------- | ----- | ---- | ---------- | ---------- | -------- | -------- |
| 1860 München         | 2014–15  | 2. Bundesliga    | 24        | 1         | 2     | 0    | —          | —          | 26       | 1        |
| Elche (kölcsönben)   | 2015–16  | Segunda División | 27        | 1         | 0     | 0    | —          | —          | 27       | 1        |
| Sporting Kansas City | 2017     | MLS              | 34        | 0         | 5     | 0    | —          | —          | 39       | 0        |
| Sporting Kansas City | 2018     | MLS              | 38        | 5         | 3     | 0    | —          | —          | 41       | 5        |
| Sporting Kansas City | 2019     | MLS              | 32        | 2         | 1     | 0    | 6          | 2          | 39       | 4        |
| Sporting Kansas City | 2020     | MLS              | 19        | 1         | 0     | 0    | —          | —          | 19       | 1        |
| Sporting Kansas City | 2021     | MLS              | 32        | 1         | 0     | 0    | 1          | 0          | 33       | 1        |
| Sporting Kansas City | Összesen | Összesen         | 155       | 9         | 9     | 0    | 7          | 2          | 171      | 11       |
| Los Angeles          | 2022     | MLS              | 36        | 1         | 2     | 0    | 1          | 0          | 39       | 1        |
| Összesen             | Összesen | Összesen         | 242       | 12        | 13    | 0    | 8          | 2          | 263      | 14       |

## Sikerei, díjai
Sporting Kansas City
- US Open Cup
  - Győztes (1): 2017

Los Angeles
- MLS
  - Bajnok (1): 2022
  - Döntős (1): 2023

- US Open Cup
  - Győztes (1): 2024

- CONCACAF-bajnokok ligája
  - Ezüstérmes (1): 2023

- Campeones Cup
  - Ezüstérmes (1): 2023

- Leagues Cup
  - Ezüstérmes (1): 2024

Egyéni
- MLS All-Stars: 2018, 2022